# Église Notre-Dame-de-l'Assomption des Tourreilles
L'église Notre-Dame-de-l'Assomption des Tourreilles est une église catholique située aux Tourreilles, dans le département français de la Haute-Garonne en France.

## Historique

### L'ancienne église Notre-Dame de Bernat
En 1240, le baron de Lassus fait don de ses terres aux religieux de Bonnefont qui y construisent des maisons et des granges sur le lieu de Belloc. Une chapelle fut construite à la fin du XIIIe siècle, puis convertie plus tard en église sous le nom de Notre-Dame de Bernat, qui devient l'église des Toureilles .
Les cisterciens de Bonnefont avaient choisi le nom de Notre-Dame de Bernat en hommage à leur fondateur saint Bernard.
En 1836, l'église Notre-Dame de Bernat existait encore, l'archevêque de Toulouse propose d'ériger une nouvelle église pour les deux Toureilles, dites Hautes et Basses, et Cuguron, mais le Conseil de Fabrique de Montréjeau vote contre cet avis de construire une nouvelle église.
L'église Notre-Dame de Bernat était située à la Toureilles-Basse, au nord-est, près de Cuguron.
En 1890, l'abbé Monserié a pour projet de construire une nouvelle église dans le quartier des Toureilles-Hautes, ainsi qu'un grand presbytère et un couvent.
L'église actuelle fut construite de 1901 à 1904, la première pierre a été posée par le baron Bertrand de Lassus le 7 juillet 1901. L'église fut inaugurée par Mgr Germain, archevêque de Toulouse en 1904.
L'ancienne église Notre-Dame de Bernat et son cimetière sont aujourd'hui recouverts de végétation, et les murs ne sont plus apparents.
L'église actuelle est dédiée à Notre-Dame de l'Assomption, comme le montre le vitrail central du chœur, aucune statue ou image de l'église n'est dédiée à sainte Anne.

## Description

### Intérieur

#### Lacrèche de Noël
La crèche de Noël avec l'adoration des bergers et l'adoration des mages.

#### Lechœur
- Côté gauche : les statues de saint Bertrand et sainte Bernadette, en bas, une statue de Notre-Dame de Lourdes.
- Côté droit : les statues de saint Blaise et sainte Germaine de Pibrac, en bas, une statue de saint Joseph avec l'Enfant Jésus.

##### Les maîtres-autels
L'ancien maître-autel
Il était utilisé avant le concile Vatican II, lorsque le prêtre célébrait la messe dos aux fidèles.
Le maître-autel et le tabernacle sont en marbre blanc et rose. Sur le tabernacle est posé un ciborium en marbre blanc.
Sur la façade de l'autel sont représentés les quatre Évangélistes avec au milieu le Bon Pasteur, de gauche à droite : saint Marc, saint Matthieu, le Bon Pasteur, saint Jean l'Évangéliste et saint Luc.
Le nouveau maître-autel
Le nouveau est en bois, il est recouvert d'un voile.
Il a été mis en place après le concile Vatican II, ainsi le prêtre célèbre la messe face aux fidèles.
À droite l'entrée de la sacristie.

#### Chapelle de la Vierge Marie
L'autel et le tabernacle sont en marbre blanc. Au-dessus est placée une statue de Notre-Dame de Lourdes, à droite saint Antoine de Padoue.
La façade de l'autel est ornée de lys avec au centre le monogramme marial composé des lettres A et M entrelacées, initiales de l’Ave Maria.
Un tableau portrait de la Vierge Marie est posé sur l'autel.

#### Chapelle du Sacré-Cœur de Jésus
L'autel et le tabernacle sont en marbre blanc, au-dessus est placée une statue du Sacré-Cœur de Jésus, à gauche sainte Jeanne d'Arc.
La façade de l'autel est ornée de deux croix entourées de feuilles de vigne et de grappes de raisin avec au centre le cœur du Sacré-Cœur de Jésus.

## Galerie

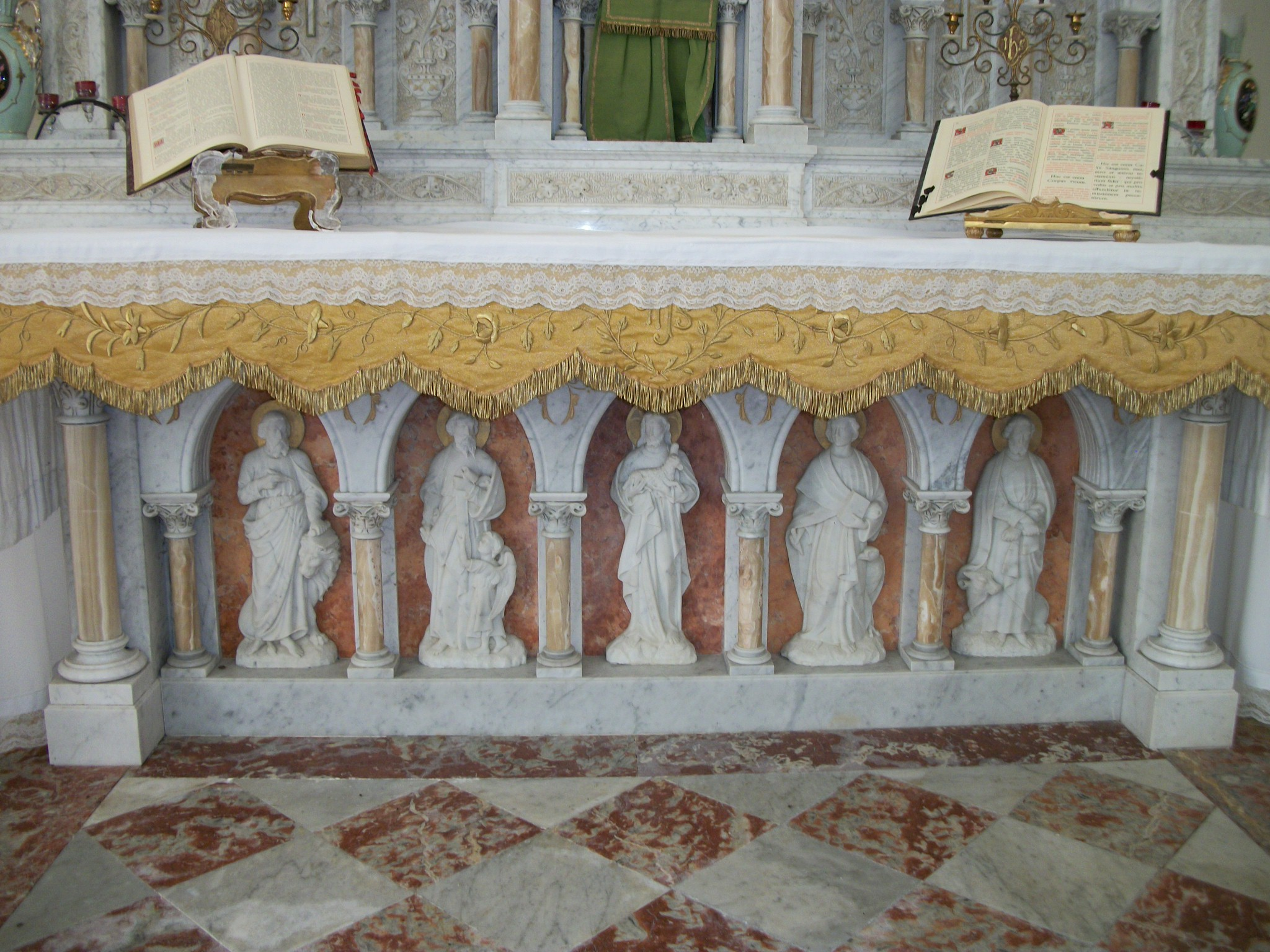
Le maître autel
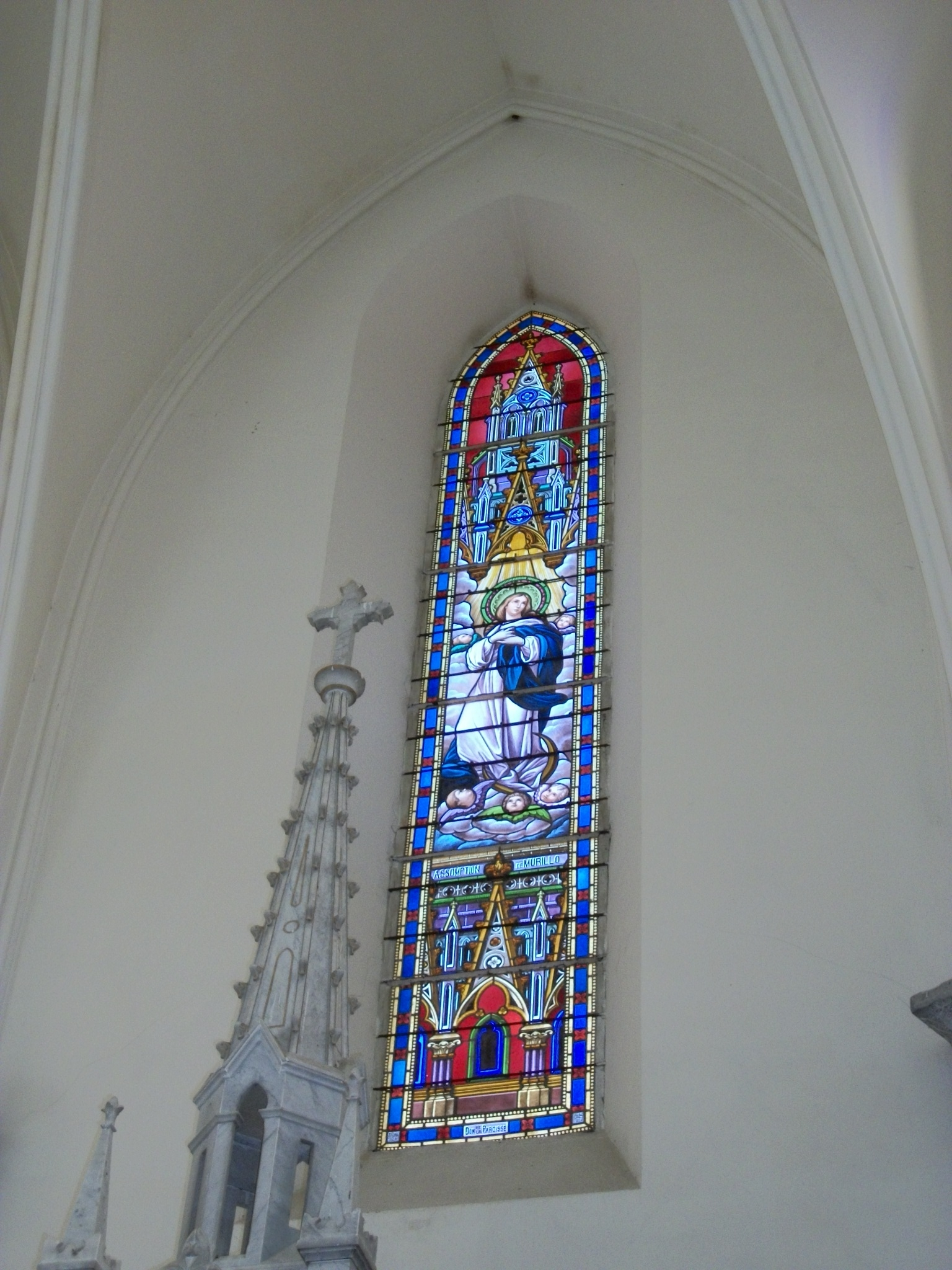
Au centre de l'abside, l'Assomption de Marie
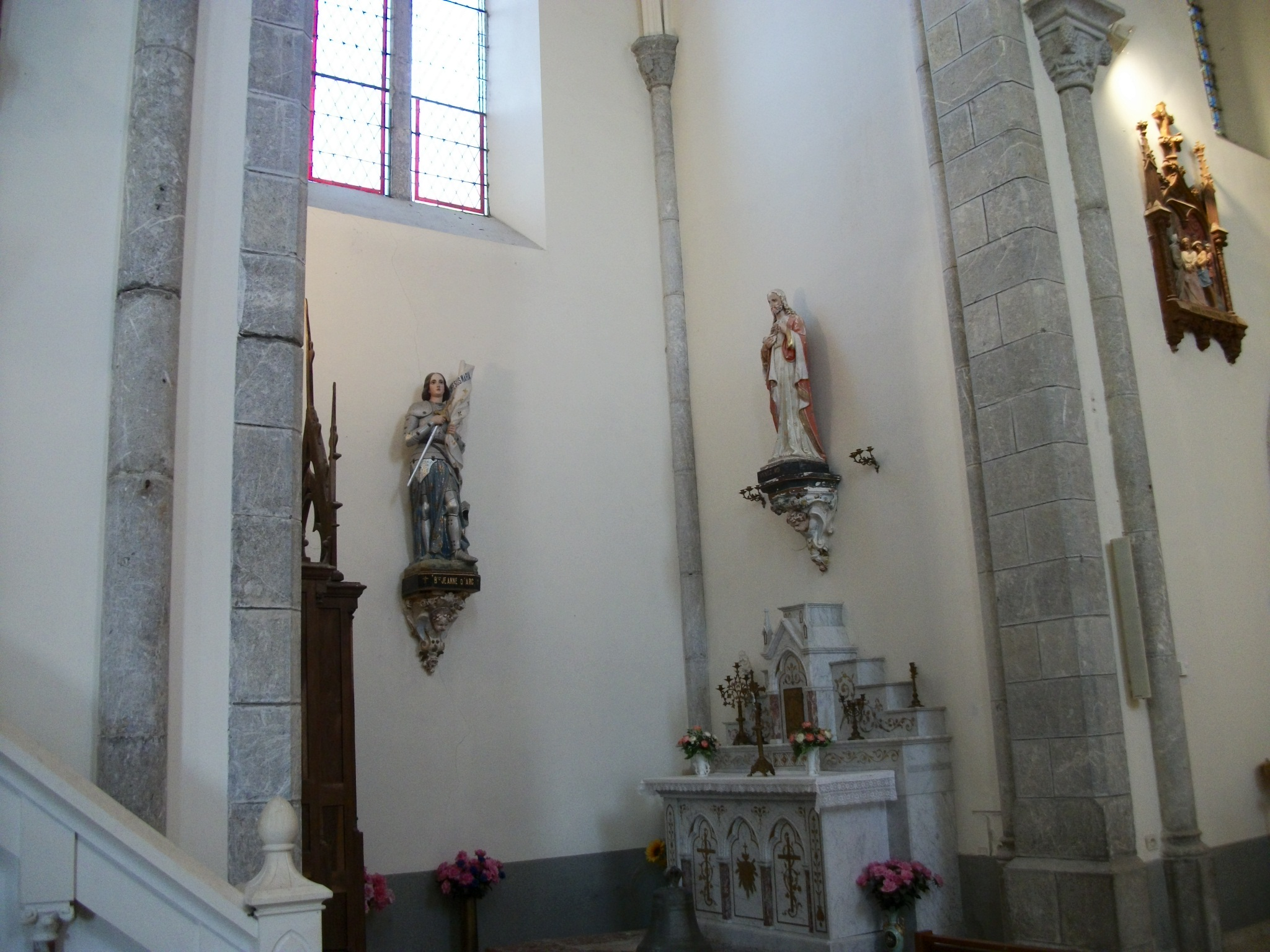
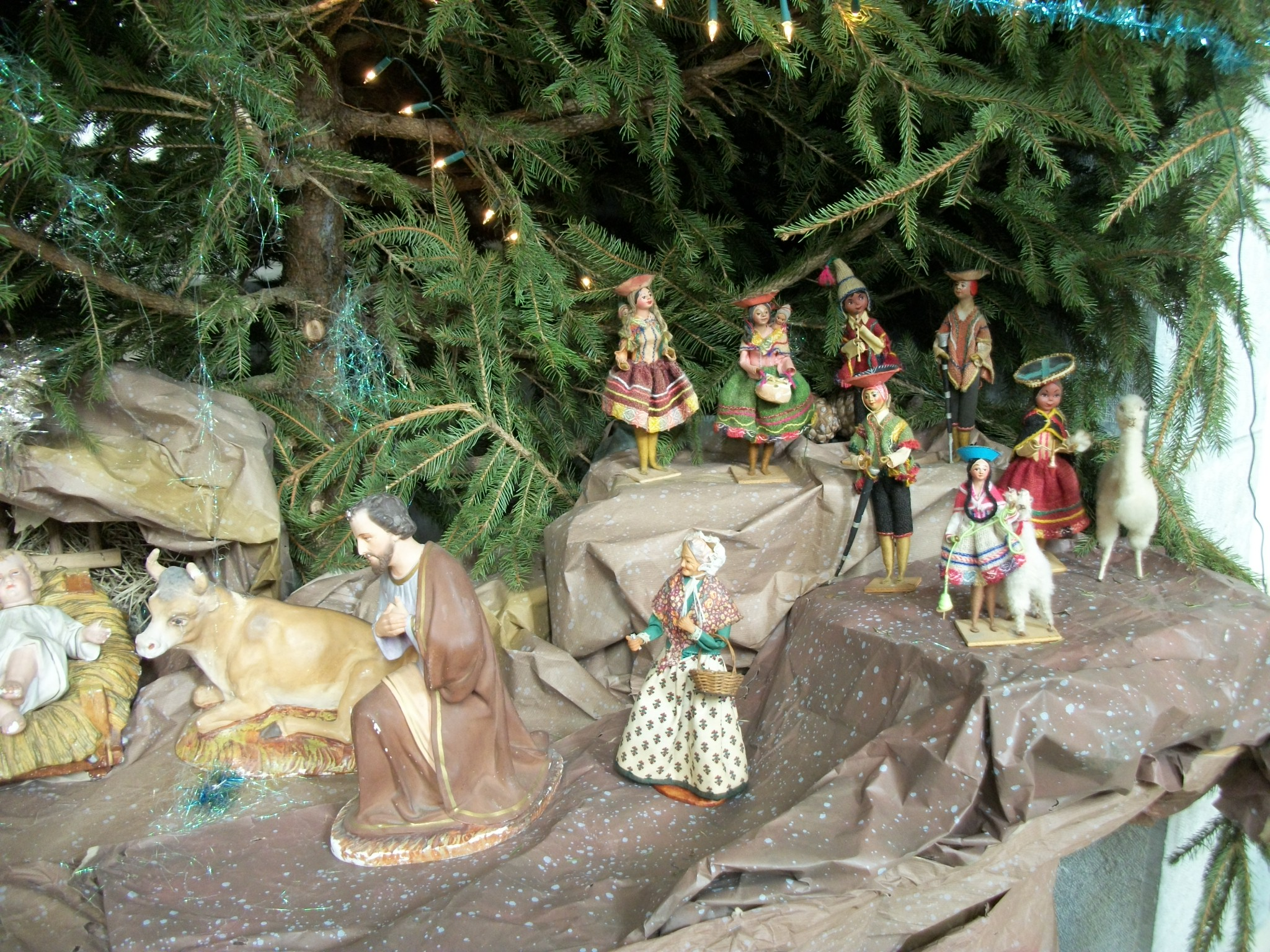